# Ernst Walter Scherz
Ernst Walter Scherz (* 24. Oktober 1861 auf dem Gut Kliestow bei Frankfurt (Oder); † 9. Dezember 1916 in Neustadt in Westpreußen) war ein deutscher Verwaltungsbeamter.

## Leben
Ernst Walter Scherz studierte Rechtswissenschaften an der Ruprecht-Karls-Universität Heidelberg. 1882 wurde er Mitglied des Corps Saxo-Borussia Heidelberg. Nach dem Studium trat er in den preußischen Staatsdienst ein und wurde Regierungsassessor bei der Regierung in Marienwerder. Anschließend war er von Ende Oktober 1899 bis Dezember 1915 Landrat des Kreises Löbau in Westpreußen. Ein Jahr später verstarb er.